# (205) Martha
(205) Martha – planetoida z pasa głównego asteroid okrążająca Słońce w ciągu 4 lat i 230 dni w średniej odległości 2,78 j.a. Została odkryta 13 października 1879 roku w Austrian Naval Observatory (Pula, półwysep Istria) przez Johanna Palisę. Nazwa planetoidy pochodzi od biblijnej Marty, siostry Marii i Łazarza.